# Taruma (Sáhara)
Taruma (en árabe: تاروما‎, en francés: Tarouma) es una localidad del Sáhara Occidental controlada por Marruecos, en la provincia del Aaiún. Hasta 1976 perteneció al Sahara español.